# Королевский ботанический сад (Онтарио)

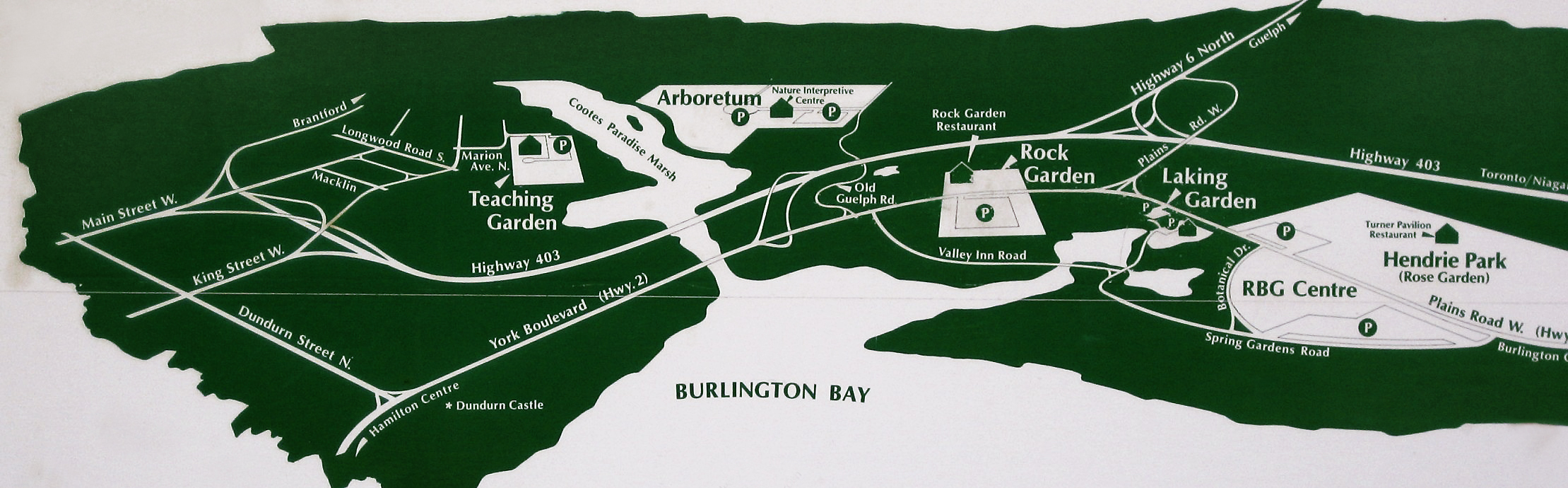
Схема Королевского ботанического сада

Королевский ботанический сад (англ. Royal Botanical Gardens (RBG)), крупнейший ботанический сад Канады, находится  в южной части провинции Онтарио. Дирекция ботанического сада расположена в городе Берлингтон, а сам ботанический сад находится на пограничной территории городов Берлингтон и Гамильтон. 
Ботанический сад является частью биосферного заповедника Niagara Escarpment и является  одной из главных туристических достопримечательностей между Ниагарским водопадом и Торонто.

## История
Королевский ботанический сад основан в 1930 году во время Великой депрессии.  Разрешение на открытие сада было получено от английского короля Георга V. Доктор Норман Редфорд, профессор ботаники университета Макмастер, в 1947 году назначен первым директором ботанического сада. В начале 1950-х годов директором назначен доктор Лесли Лейкинг, который возглавлял Королевский ботанический сад в течение 30 лет. Под его руководством ботанический сад стал одним из крупнейших и известнейших в Северной Америке.
Ботанический сад состоит из серии живописных садов в окружении естественного леса. Собственно садовая часть поделена на пять частей: дендрарий (Arboretum), сад камней (Rock Garden), сиреневый сад Кэти Осборн (Katie Osborne Lilac Garden), розарий Хендри-парк (The Hendrie Park Rose Garden) и озёрная зона (Laking Area).
Площадь ботанического сада составляет 980 гектаров и на его территории произрастает более 1100 видов растений, в том числе около 50 редких. Один из видов пухоноса (Trichophorum planifolium), произрастающий в парке, не встречается больше нигде в Канаде, а красная шелковица (Morus rubra)  находится под угрозой исчезновения. Оба этих вида занесены в Красную книгу Канады.
31 июля 2006 года Королевский ботанический сад был выбран в качестве национального координатора по реализации глобальной стратегии сохранения растений.

## Галерея фотографий Королевского ботанического сада

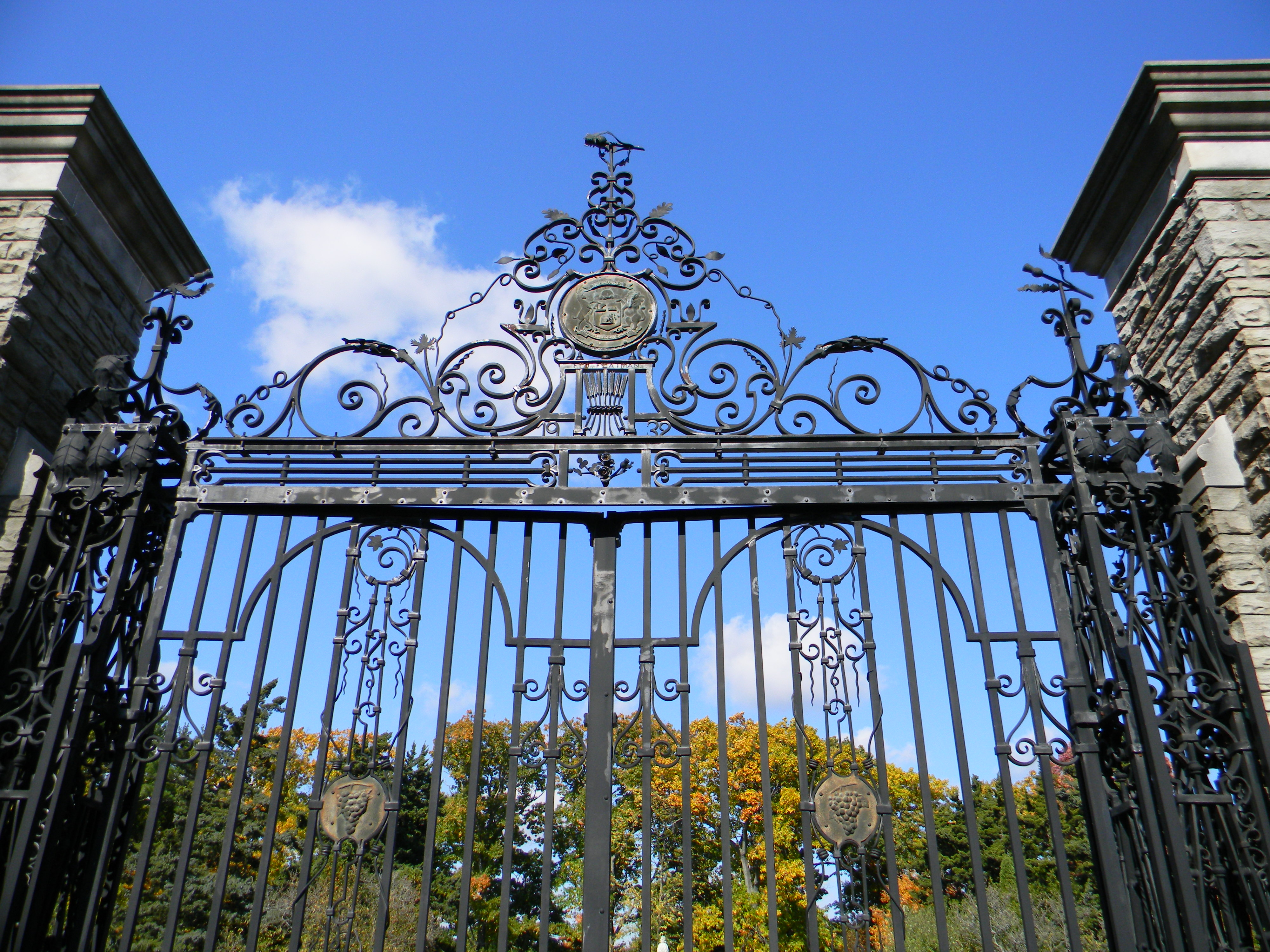
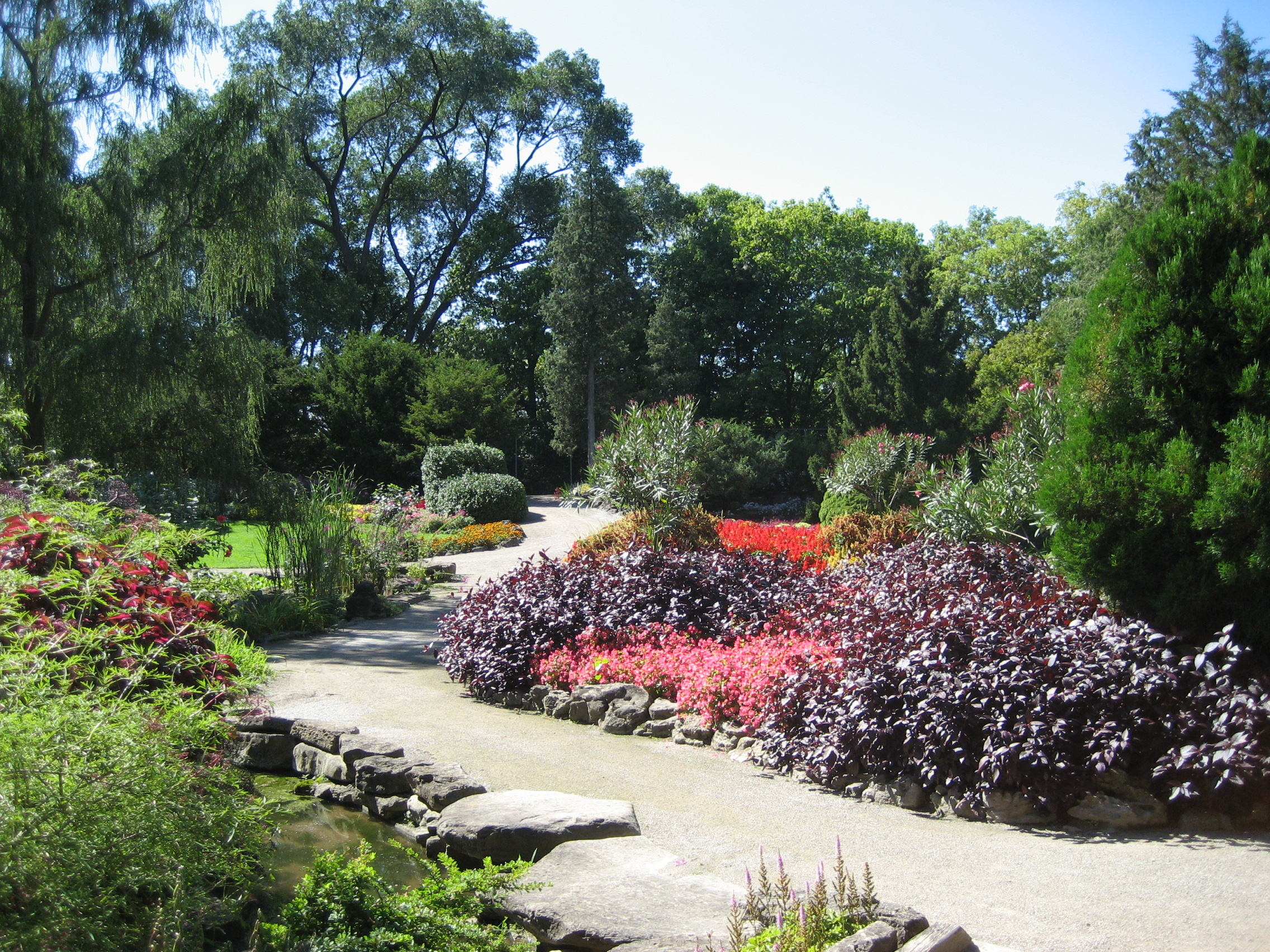
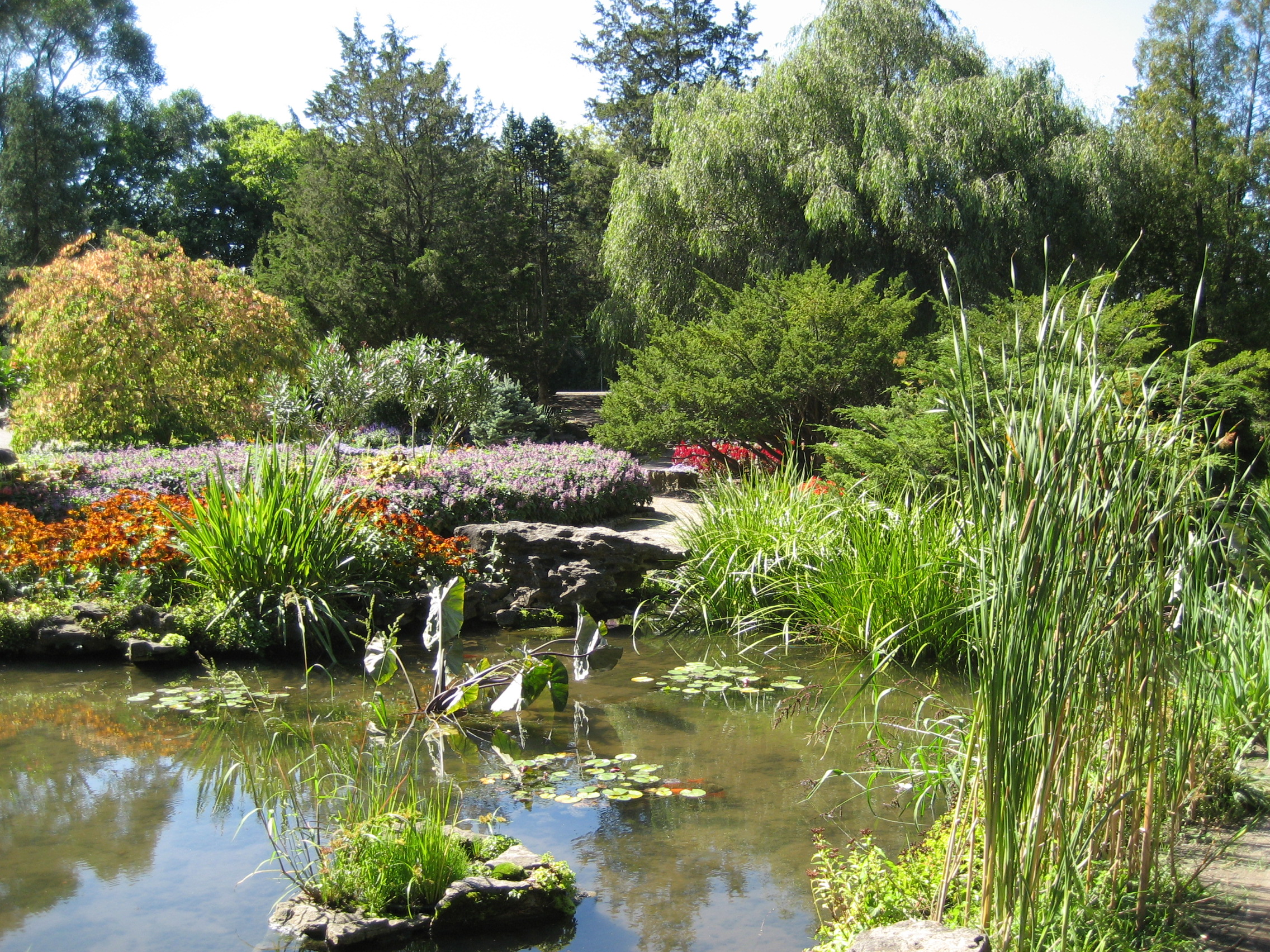
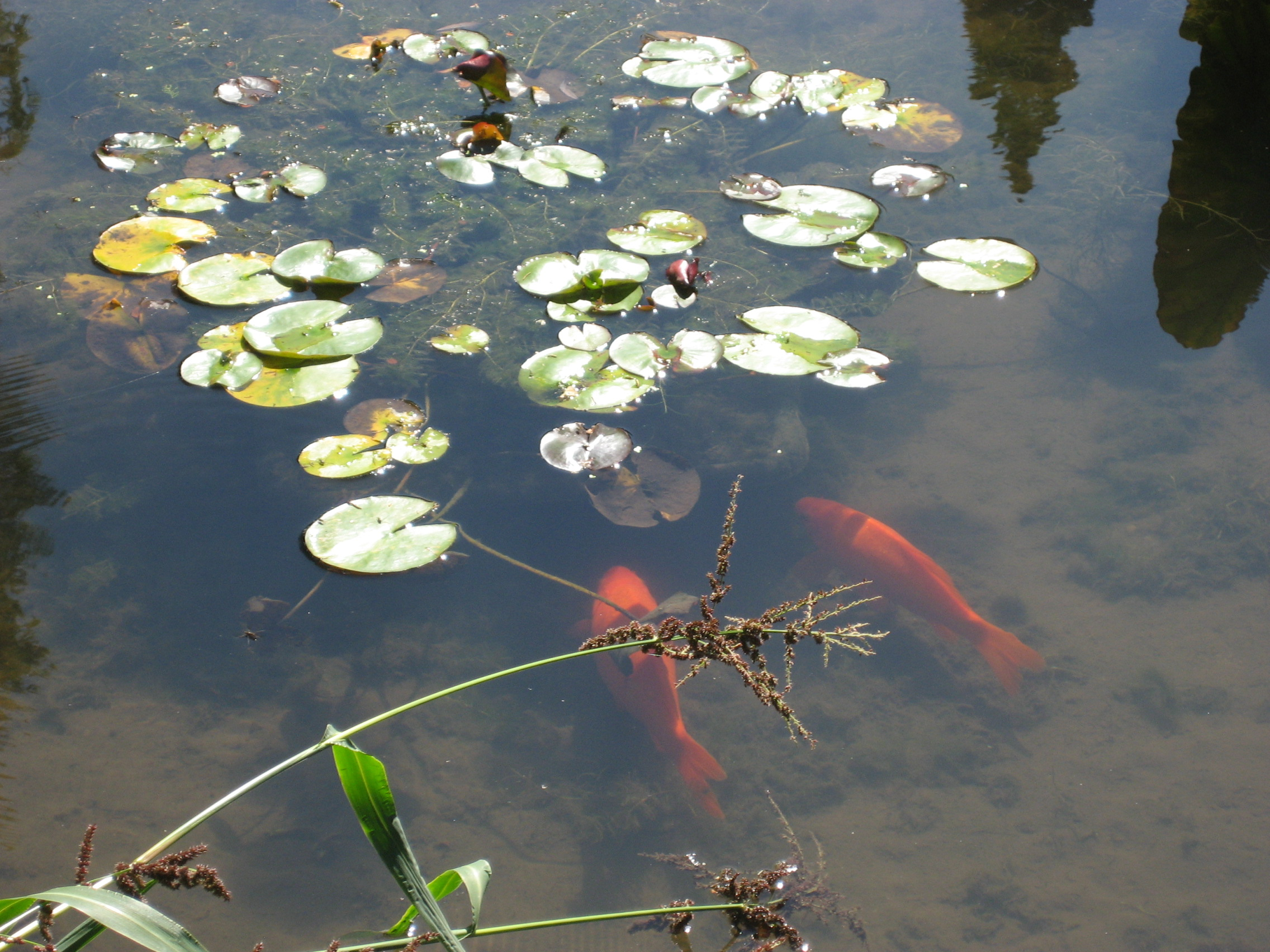
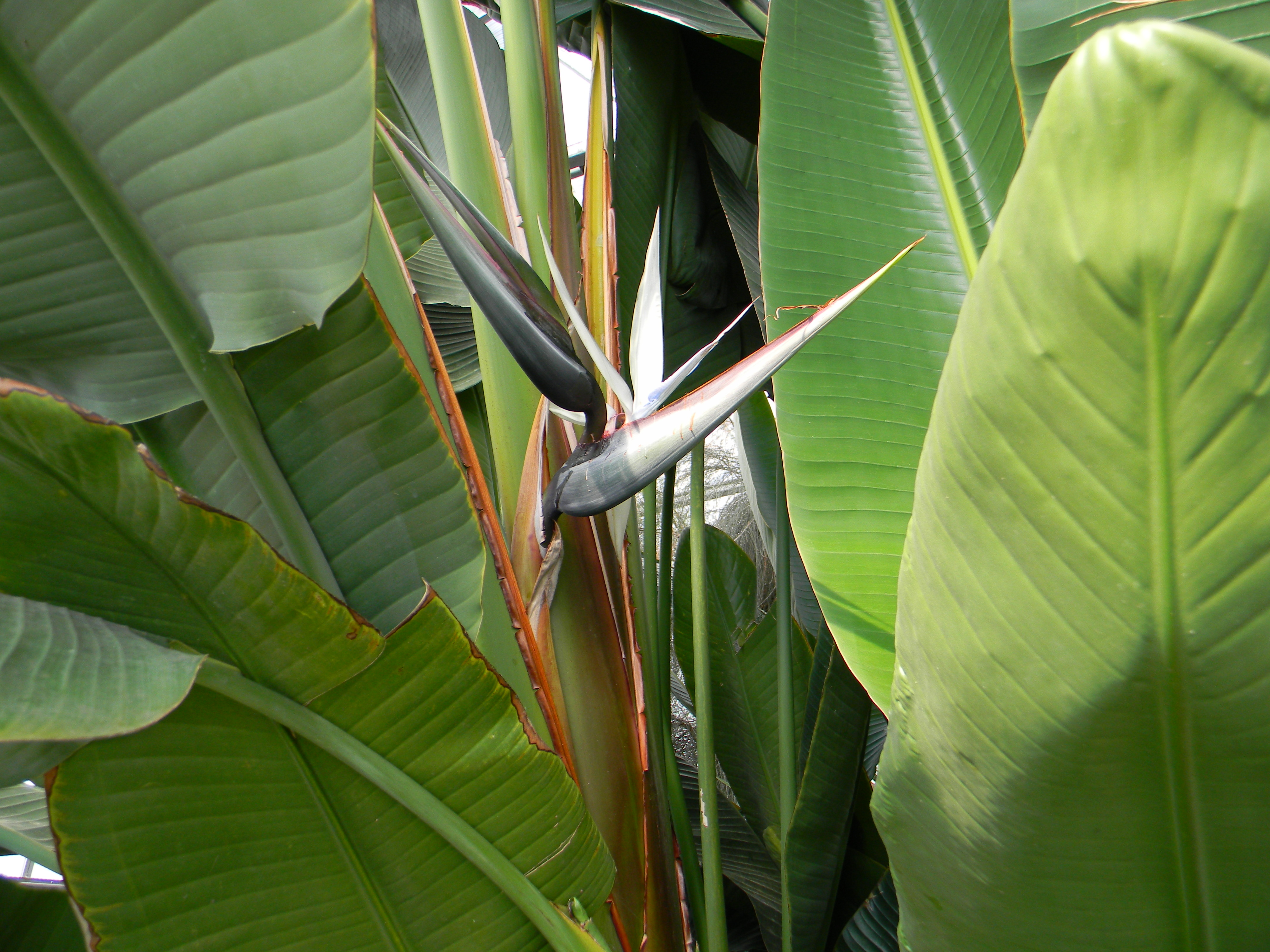
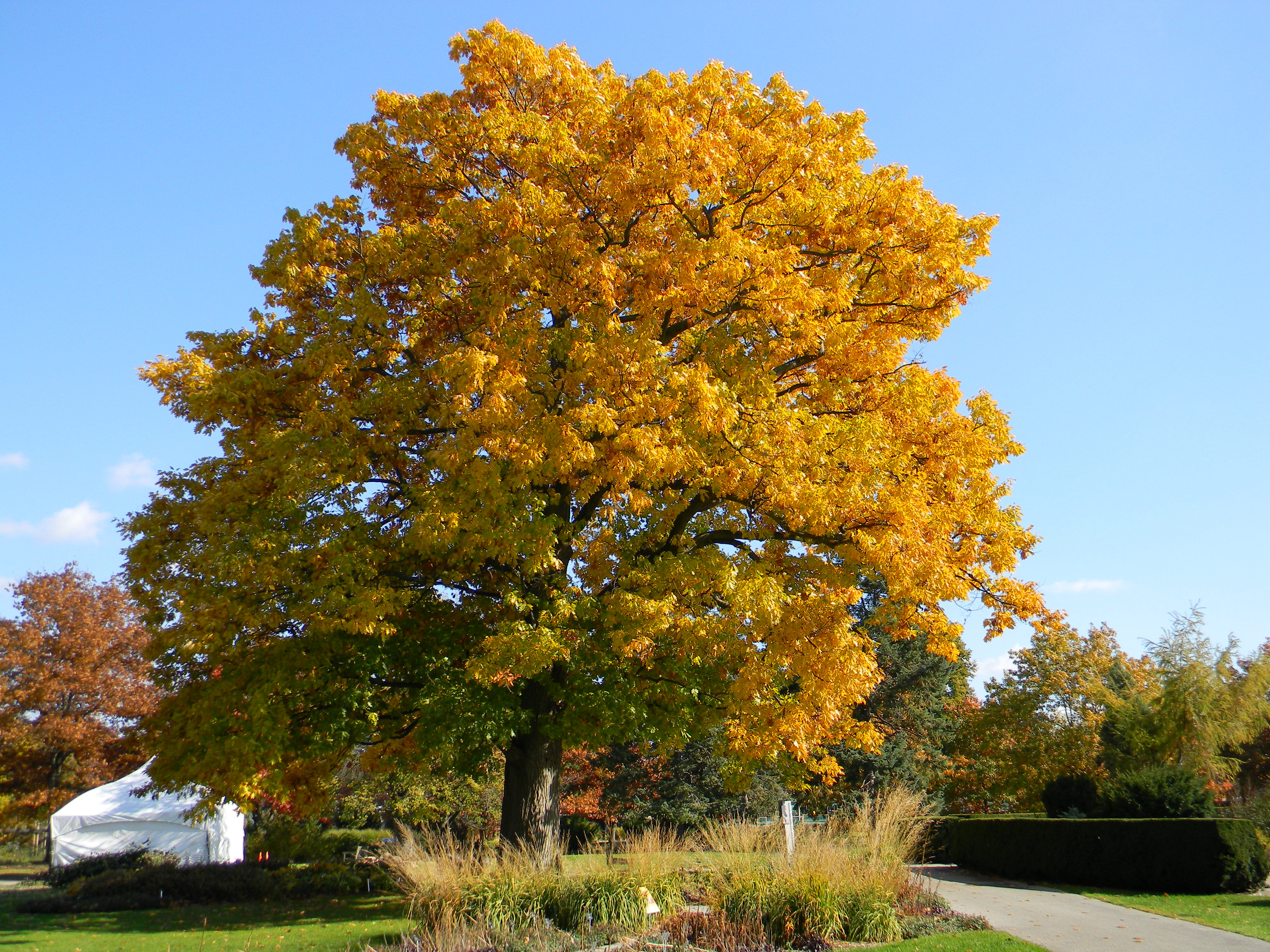
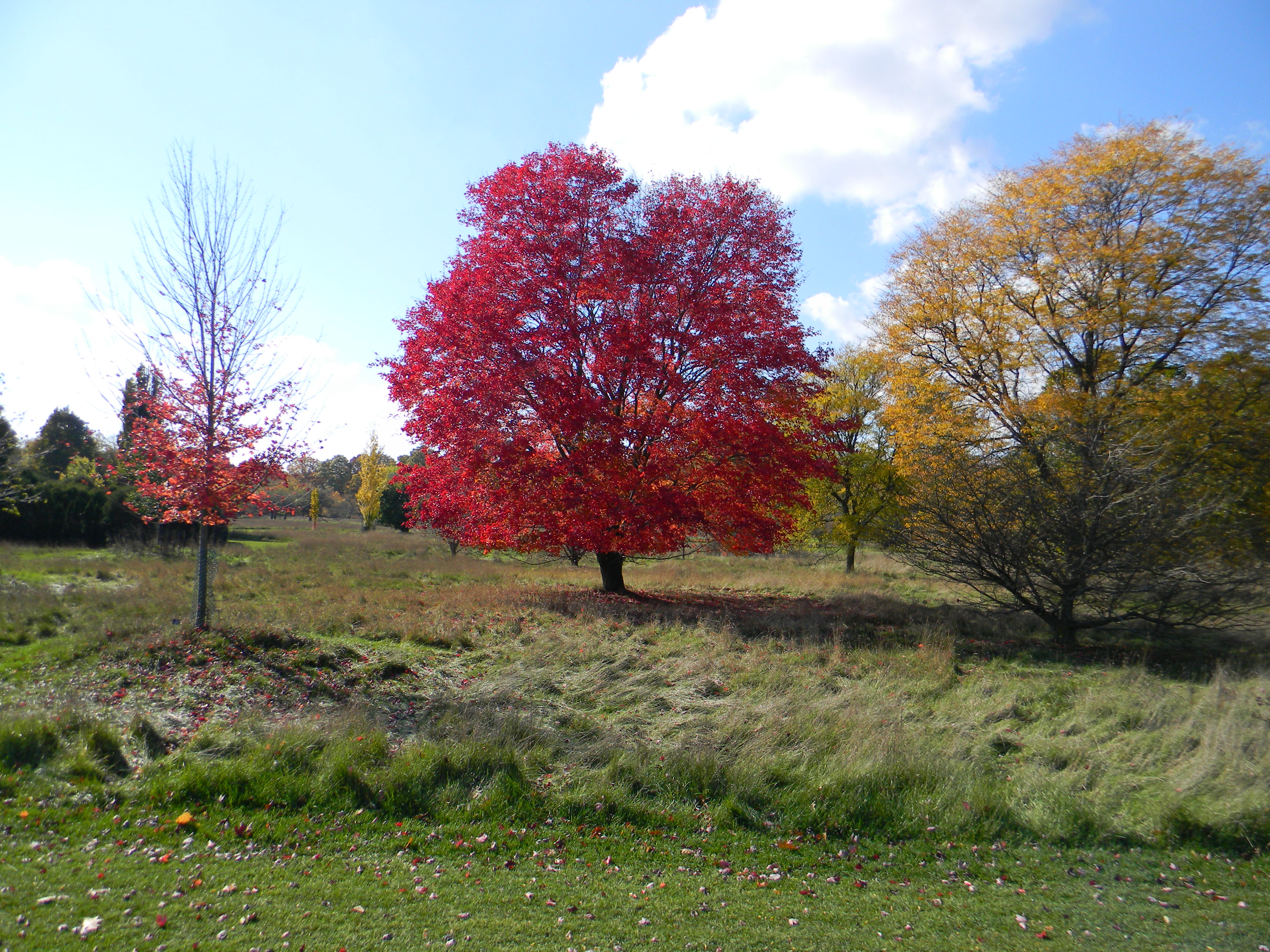